# Unst
Unst es una de las North Isles de las islas Shetland en Escocia. Es la más septentrional de las islas británicas habitadas y la tercera isla más grande de Shetland después de Mainland y Yell. Tiene una superficie de 120 kilómetros cuadrados.
Unst consta en su mayoría de praderas, con acantilados en la costa. Su pueblo más grande es Baltasound, antiguamente el segundo puerto más grande de pesca de clupea, después de Lerwick, y actualmente sede de una cervecería, un polideportivo y el aeropuerto de la isla. Otros asentamientos incluyen a Uyeasound, hogar de Greenwell's Booth (un almacén hanseático); Muness Castle (construido en 1598 y saqueado por piratas en 1627); y Haroldswick, célebre por sus museos.

## Historia

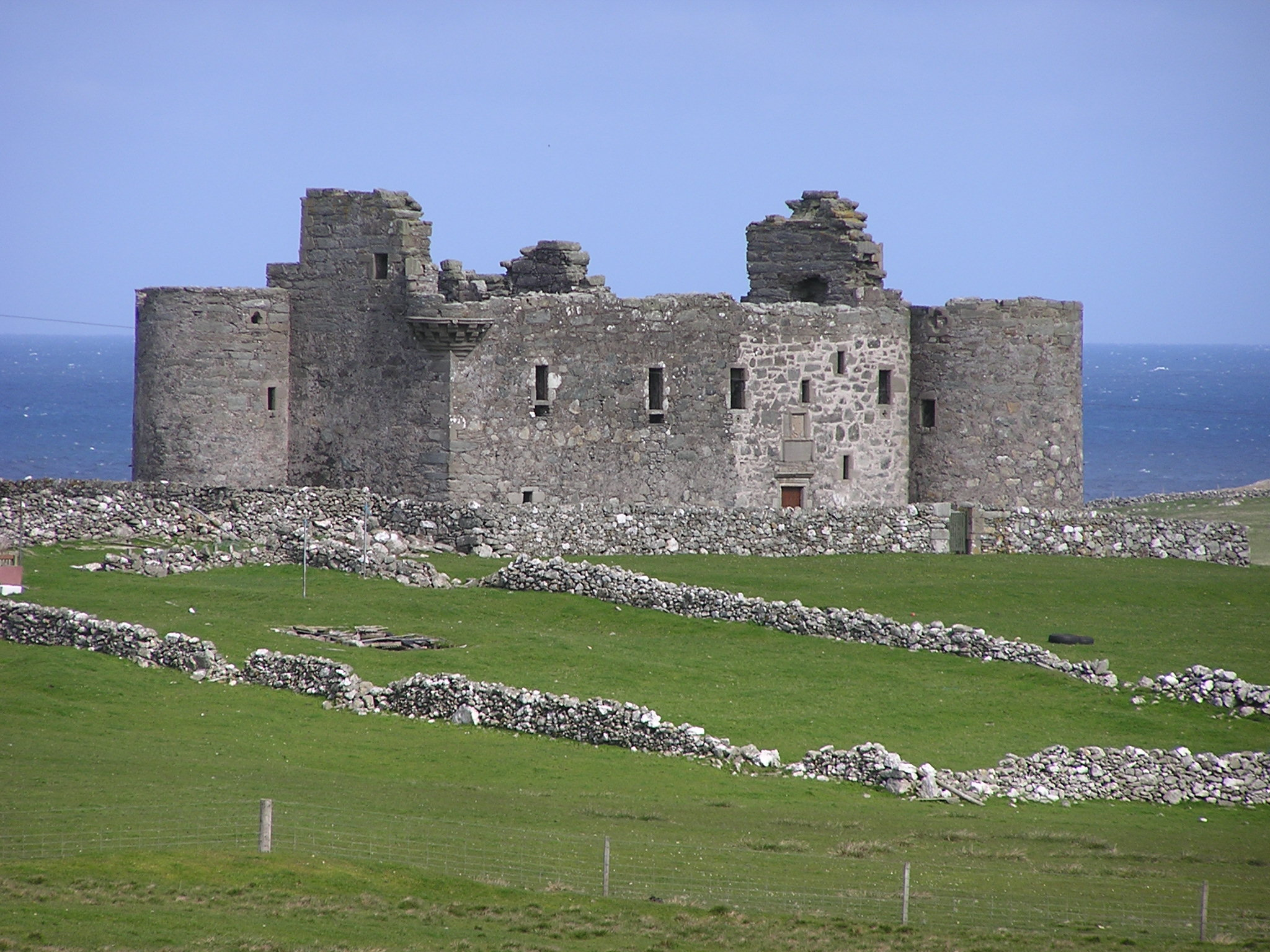
Muness Castle.

El significado del nombre 'Unst' es desconocido, pero parece tener un origen prenórdico, como varias otras islas del archipiélago Shetland (como Yell y Fetlar, por ejemplo). Por lo tanto, es probable que los habitantes pre-escandinavos le hayan dado el nombre, y que éste se haya originado de un dialecto del idioma picto. En nórdico antiguo, la isla se llamaba "Ornyst", cuyo posible significado es "nido de águila".
El padre y el tío de Robert Louis Stevenson fueron los principales ingenieros de diseño para el faro de Muckle Flugga, en las afueras de Hermaness, al noroeste de la isla. Stevenson visitó Unst, y se cree que la isla fue la inspiración para el mapa de la ficticia Isla del Tesoro. La otra región que pudo haber sido la inspiración es Fidra, en East Lothian.
El 7 de enero de 2007, Unst sufrió un terremoto de 4,9 puntos en la escala de Richter, en lo que se cree que fue uno de los terremotos más potentes del mar de Noruega en los últimos diez años.

## Geografía y geología
Las autoridades de la isla, a lo largo de los años, han reclamado el título de la "más nórdica" del Reino Unido en varias categorías: el pequeño asentamiento en Skaw en el noreste de la isla es el más boreal del país; el faro Muckle Flugga, al norte de Unst, fue abierto en 1858 y es el faro más nórdico de Gran Bretaña, y está situado cerca de Out Stack, la roca que se encuentra más al norte de las islas.
Vestlandet se encuentra a trescientos kilómetros de distancia. 
Las islas de Unst y Fetlar están formadas principalmente por rocas ígneas ultramáficas y máficas, las cuales forman parte de una ofiolita, una sección de corteza oceánica del océano de Jápeto, destruido durante la orogenia caledoniana. 
Unst fue, en otra época, emplazamiento de varias canteras de cromita, una de las cuales fue administrada por el Hagdale Chromate Railway entre 1907 y 1937.

## Clima
Dada su ubicación geográfica, el aislamiento de las urbes y de la contaminación atmosférica, el clima de la isla es oceánico, con veranos frescos e inviernos relativamente fríos, con temperaturas que raramente superan los 14 °C.
Las temperaturas invernales generalmente oscilan entre los 2 °C y los 6 °C. por su parte, Las temperaturas medias veraniegas van desde los 10 °C hasta los 18 °C, con picos históricos de 25 °C o más.

## Economía y transporte
Un servicio de ferries conectan Belmont, dentro de la isla, con Gutcher en Yell y Oddsta en Fetlar.
El Refugio de Autobús de Unst, también llamado Refugio de Autobús de Bobby en honor a un niño que evitó que lo removieran, es un refugio y parada de autobuses cercano a Baltasound, equipado con comodidades tales como un televisor, mantenido por los residentes locales.
Unst alberga también el proyecto Promoting Unst Renewable Energy (PURE), un sistema de energía limpia organizado por la comunidad, basado en la producción de hidrógeno. El proyecto forma parte de Unst Partnership, una organización comunitaria.
En el extremo sur de Unst, por sobre la terminal de ferries de la isla, se encuentra Belmont House. Construida en 1775, Belmont ha sido descruta como "posiblemente la mansión clásica más ambiciosa y menos alterada de las Northern Isles". Una organización de caridad la restauró entre 1996 y 2010, y la convirtió en una sede para eventos.
La población estable de Unst y Fetlar, según el censo británico de 2001, era de 806 habitantes. 

### Saxa Vord
La célebre estación de radar Saxa Vord, de la Royal Air Force, cerró en 2006, conllevando la pérdida de más de cien puestos de trabajo.
En abril de 2007, el empresario Frank Strang adquirió el sitio donde se encontraba Saxa Vord, más la carretera que llega hasta Mid Site, y los renombró como "Saxa Vord Resort". En la actualidad la base es un centro turístico y cultural que recibe huéspedes de todo el mundo.

## Fauna y flora
Unst alberga importantes colonias de aves marinas, sobre todo dentro de la Reserva Natural de Hermaness. También se caracteriza por su flora, entre la que se incluyen la Arenaria norvegica y la Cerastium nigrescens, esta última endémica de la isla.